# Собор Георгия Победоносца (Одинцово)
Собор Георгия Победоносца (Георгиевский собор) — православный храм в городе Одинцово Московской области, кафедральный собор Одинцовской епархии Русской православной церкви и главный храм Одинцовского благочиния.

## История
7 августа 2004 года заложен митрополитом Крутицким и Коломенским Ювеналием (Поярковым).
9 сентября 2007 года, в день города Одинцово и его 50-летия, состоялось великое освящение, которое совершил митрополит Крутицкий и Коломенский Ювеналий. В тот же день после освящения патриарх Московский и всея Руси Алексий II совершил в нём литургию.
С 2009 года при соборе действует воскресная школа для детей и взрослых.
В настоящее время является одним из самых больших в Московской епархии, высота его колокольни составляет 72 метра. Общий вес колоколов составляет 18.5 тонн.

## Настоятели
| Сан и имя                                                                                        | Родился        | Годы настоятельства               |
| ------------------------------------------------------------------------------------------------ | -------------- | --------------------------------- |
| Архимандрит Нестор (Жиляев)                                                                      | 13 марта 1955  | 8 февраля 2005 — 18 сентября 2017 |
| Священник Игорь Нагайцев, благочинный церквей Одинцовского округа Московской (областной) епархии | 6 августа 1978 | с 18 сентября 2017                |

## Священнослужители
| Сан и имя                                                                             | Родился         | Назначен          |
| ------------------------------------------------------------------------------------- | --------------- | ----------------- |
| священник Симеон Бондарь                                                              | 11 августа 1989 | с 8 сентября 2014 |
| священник Александр Красильников                                                      | 14 июня 1986    | с 24 июня 2013    |
| священник Рустик Клюев                                                                | 3 декабря 1974  | с 2 августа 2018  |
| священник Максим Ерёмкин, заштатный клирик Одинцовского благочиния Московской епархии | 4 декабря 1977  | с 2013            |
| диакон Илия Есин                                                                      | 28 ноября 1982  | с 6 августа 2009  |

## Внутреннее убранство
Главный храм в честь великомученика Георгия расположен на верхнем этаже собора и исполнен в стилях барокко и ампир. Полы сделаны из индийского камня. Иконостас проектировался и создавался мастерами в Палехе. Витражи на окнах изготовлены по авторской методике восстановления, из настоящего сплава. Южный придел главного храма освящён во имя святого Николая Чудотворца, северный — во имя преподобного Сергия Радонежского.
В среднем этаже — храм в честь Иверской иконы Божией Матери, с южным приделом во имя преподобного Александра Свирского и северным во имя мученицы Татианы Римской. Иконостас Иверского храма исполнен в стиле Дионисия.
Нижний этаж, где находится крестильный храм в честь Иоанна Предтечи, спроектирован и построен архитектором Анисимовым. Отделка выполнена в византийском стиле из натурального белого камня. Иконы написаны также в мастерской Анисимова.